# Курка
Ку́ри сві́йські або дома́шня ку́рка (Gallus gallus domesticus) — свійські птахи, найпоширеніші птахи планети. На 2003 рік у світі налічувалося близько 24 мільярдів курей. За тривалу історію одомашнення людиною виведена велика кількість різних порід. Розводять їх заради м'яса та яєць, крім того, від них отримують перо і пух.

## Назва
Назва «кури», однина «курка» походить від прасл. *kurъ («півень»), утворене за допомогою суфікса -r- від звуконаслідувального вигуку *ku або *kur; пов'язується з перс. xurōs — «півень» і дінд. kúlālah — порода курей. Наукова назва утворена від лат. gallus — «півень», та domesticus — «сві́йський, домашній».

## Історія одомашнення
Різні види диких птахів у різні часи виявляли на всіх континентах: глухар — в Європі, цесарки — в Африці, Туреччині та Америці й золотий півень — в Азії.
Вважається, що домашні кури походять від диких банківських півнів (Gallus gallus), що мешкають в Азії. Дика попередниця курки була дрібною, вагою не більше кілограма. Харчувалася насінням, комахами, равликами, вміла літати, гнізда робила на землі. Самка відкладала від 4 до 13 яєць. Окрім банківських або червоних джунгльових курей до роду Курка (Gallus) належать ще три види: Gallus sonnerati, Gallus lafayettei та Gallus varius. Диких представників роду і сьогодні можна зустріти в Індії, Індокитаї, південному Китаї, Індонезії та на Філіппінах.
Ранні свідоцтва, на які посилався в своїх працях і Чарлз Дарвін, вказували на одомашнення курки в районі Індії близько 2000 років до н. е. Пізніше дослідники стверджували, що це могло статися близько 3200 років до н. е. і навіть раніше в іншому регіоні Азії. Нині є ряд фактів, що свідчать про давнішу історію одомашнення курей — 6000—8000 років до н. е. в Південно-Східній Азії та Китаї.
Найбільшими виробниками курки є США (18,29 млн тонн за рік), Бразилія (13,6 млн тонн), Китай (12,7 млн тонн), Індія (4,2 млн тонн), Росія (3,75 млн тонн), Мексика (3,27 млн тонн).

## Породи
У світі є багато порід курей, різних на вигляд, за забарвленням, особливостями розведення і напрямком використання. У різних порід яйця мають різний колір: білий, коричневий, зелений, блакитний, червоний тощо. Нині у європейському стандарті з птахівництва нараховується близько 180 порід курей, проте загалом у світі їх понад 600.
З господарської точки зору породи розділяють на три головні групи:
- яєчні породи,
- яєчно-м'ясні породи,
- м'ясні породи.

Породи мають свої особливості. Яєчні кури — невеликого розміру, швидко ростуть, рано дозрівають. Кури яєчно-м'ясних порід більші, з добре розвиненими м'язами, менш скороспілі. До давно відомих яєчних порід належать:
- Іспанська (англ. Spanish)
- Італійська (нім. Italiener) або леггорн (англ. Leghorn)
- Гамбурзька (англ. Hamburg або Hamburgh)
- Червоношапкова (англ. Red Cap)
- Андалузька (англ. Andalusian)
- Мінорка (англ. Minorca)

Більшість з них, окрім леггорна, втратили своє значення в умовах сучасного великомасштабного виробництва яєць. У дрібних приватних господарствах ці і деякі інші з не насиджуючих порід вимагають великого простору для прогулянок, а взимку — гарно опалюваних приміщень.
У промисловому птахівництві, що включає м'ясну промисловість і виробництво яєць, використовуються гібридні породи і кроси курей. При цьому основними завданнями племінної роботи є виведення спеціалізованих яйценосних та м'ясних ліній, випробування їх на поєднання і схрещування для виведення гібридних несучок і бройлерів.

## Зовнішній вигляд
Кури важать від 1,5 до 5 кг залежно від породи. При цьому півні зазвичай важчі за самок: різниця у вазі може складати до 1 кг. Крім того, існують карликові породи — від 500 г до 1,2 кг.
У курей яскраво виражений статевий диморфізм. Чоловічі особини відрізняються від жіночих в першу чергу яскравим оперенням, яке особливо виділяється на довгому пишному хвості і шиї. У півнів в нижній частині плесна утворюються кісткові вирости — шпори. І курка, і півень мають на голові виразно помітну борідку і гребінь. Вони є органами терморегуляції і дозволяють перенаправляти кровотік до шкіри. В більшості випадків гребінь у півня більший, ніж у курки. Розрізняють гребені:
- листоподібний (з декількома зубцями),
- трояндоподібний,
- стручкоподібний та інших форм.

У курчат є менш виражений гребінь і борідка тілесного кольору. Дзьоб злегка зігнутий. Забарвлення дзьоба і плесна у більшості порід однакове — жовте, біло-рожеве, чорне чи інше. Колір оперення різноманітний — білий, сірий, помаранчевий, рудий, коричневий, червоний, чорний.

## Спосіб життя і утримання
Для курей потрібен незначний простір для життя і прогулянок. Вони не дуже чутливі до несприятливих погодних умов, тому переважно добре зимують в звичайному сараї і хлівах. В умовах промислового птахівництва курей розміщують в пташниках (на підлозі або в клітках).
Серед курей можливі випадки канібалізму, якщо одна птаха починає клювати рану іншої особини, а також через стрес у зв'язку з переповненістю курників або через брак в раціоні білків, метіоніну чи певних мікроелементів (зокрема, сірки). У промисловому виробництві з метою запобігання подібним інцидентам (канібалізму, розкльовуванню) і для підвищення споживання корму застосовується метод обрізання дзьоба (дві третини верхньої і одна третина нижньої половини). Цей процес (дебікування) болючий для курей, оскільки їх дзьоб пронизаний тонкими нервовими закінченнями.

## Годування
Курячий шлунок має 2 відділи — залозистий і м'язистий. Основне перетирання і подрібнення їжі відбувається в м'язистому шлунку. Для цього птах повинен мати можливість ковтати гравій або гальку діаметром 3—5 мм, її можна додавати в годівницю разом з мінеральними кормами.
Кури всеїдні: вони харчуються дрібним насінням, травами й листям, черв'яками та навіть невеликими ссавцями, такими як миші. У домашніх господарствах основний корм курей — це різні види зернових культур, найпопулярніші з яких — овес, ячмінь, гречка і пшениця. Часто кури риють землю у пошуках комах, личинок і насіння. Додавання до зернового корму зелені й тваринної їжі взимку, коли птиця не може сама знаходити черв'яків та клювати траву, корисне. Це збільшує яйценосність.
Також куркам потрібні вітаміни, особливо яєчним породам. У наш час цю потребу задовольняють комбіновані корми. Постійну норму встановити не можна (взимку більше, ніж влітку на волі). Рахують в середньому близько 85 г зерна на одну курку. Взимку корм дається двічі: вранці та ввечері, влітку — один раз. Часте годування, у зв'язку з великою різноманітністю кормів, робить курей примхливими, вимогливими й призводить до ожиріння.
У промислових умовах кури зазвичай харчуються спеціалізованими кормами, в які додають білки та зернові культури. У раціон включають зерно 2—3 видів — кукурудзу, ячмінь та інше (65—70 % від маси всіх сухих кормів), макуху і шроти (8—12 %), сухі тваринні корми — рибне і м'ясокісткове борошно (3—5 %), сухі дріжджі (1—3 %), коренеплоди, трав'яне борошно, мінеральні корми та вітаміни. У країнах з розвиненим птахівництвом для курей різного віку комбікормова промисловість випускає готові повнораціонні комбікорми.

## Розмноження

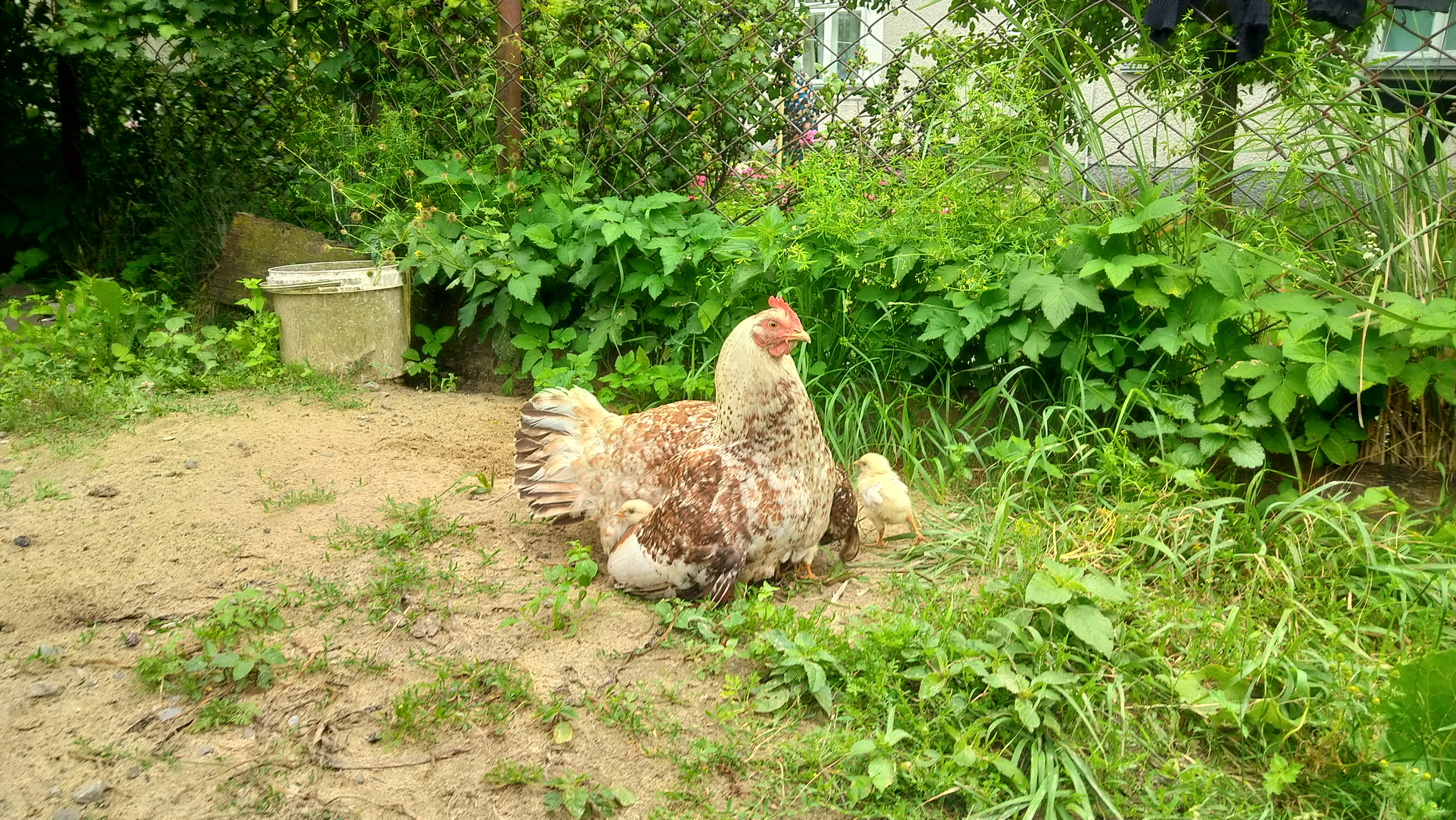
Квочка гріє курчат

Зараз загальноприйняте статеве співвідношення в племінному стаді — один півень на 8—12 курок. Статева скороспілість курок (вік до того, коли знесено перше яйце) — 5—6 місяців. Линяння в хороших несучок продовжується 2—3 тижні, в поганих — два місяці й більше. Після неї яйцекладка за хороших умов годування й утримання відновлюється. Кури здатні нести яйця зазвичай протягом 10 років. У промислових господарствах економічно вигідно використовувати курей лише протягом першого року яйцекладки, оскільки яйценосність з віком знижується на 10—15 % щороку, у племінних господарствах — кожні 2—3 роки, причому на 2—3-й рік залишають лише високопродуктивну птицю. Племінне стадо зазвичай на 55—60 % складається з молодих курок, на 30—35 % — з дволіток і на 10 % — з триліток. Півнів використовують до двох років, найцінніших — до трьох років.

## Захворювання

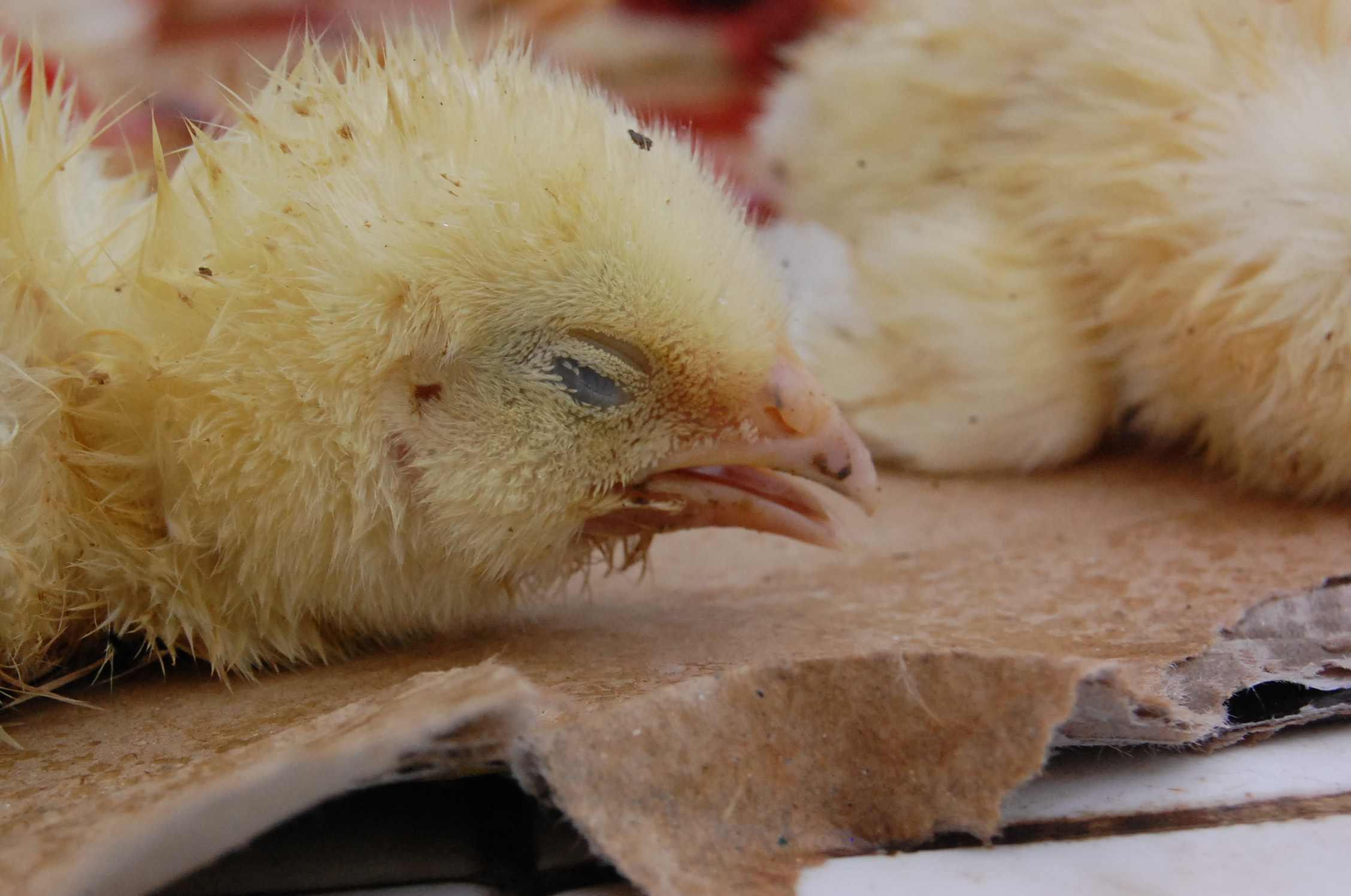
8-денне курча з пташиним грипом

Кури сприйнятливі як до паразитів, таких як кліщі, так і до захворювань, викликаних такими збудниками, як бактерії та віруси. Паразит Dermanyssus gallinae живиться кров'ю, викликаючи подразнення та знижуючи несучість, а також виступає переносником бактеріальних захворювань, таких як сальмонельоз та спірохетоз. До вірусних захворювань відноситься пташиний грип.
Серед виявлених захворювань курей трапляється інфекційний бронхіт.

## Використання людьми

### Сільське господарство
Кури — звичайні та широко розповсюджені домашні тварини, загальна популяція яких станом на 2018 рік становила 23,7 мільярда осіб. Понад 50 мільярдів курей щорічно вирощують як джерело м’яса та яєць.  Лише у Сполучених Штатах понад 8 мільярдів курей щорічно забивають на м'ясо, а понад 300 мільйонів курей вирощують для виробництва яєць. Переважна більшість птиці вирощується в промислових господарствах. За даними Worldwatch Institute, 74% світового м'яса птиці та 68% яєць виробляється саме таким чином.  Альтернативою інтенсивному птахівництву є вільне вирощування птиці. Тертя між цими двома основними методами призвело до довгострокових проблем етичного споживацтва. Противники інтенсивного птахівництва стверджують, що воно шкодить навколишньому середовищу, створює ризики для здоров’я людей і є негуманним. Прихильники інтенсивного птахівництва кажуть, що їхні ефективні системи заощаджують землю і продовольчі ресурси завдяки підвищеній продуктивності, а також тому, що за тваринами доглядають у контрольованому середовищі. Курчат, яких вирощують на м'ясо, називають бройлерами. Бройлерним породам зазвичай потрібно менш ніж шість тижнів, щоб досягти забійного розміру, на кілька тижнів довше для бройлерів на вільному вигулі та органічних бройлерів.

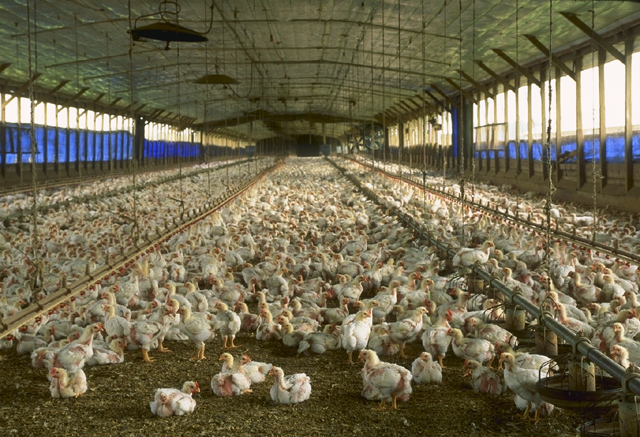
Товарний курник з відкритими стінками для вирощування молодняку бройлерів на м'ясо

Кури, яких вирощують переважно для отримання яєць, називаються курами-несучками. Лише у Великій Британії споживається понад 34 мільйони яєць на день. Кури деяких порід можуть давати понад 300 яєць на рік; найвищий підтверджений показник несучості становить 371 яйце за 364 дні. Після 12 місяців несучості здатність курей до яйцекладки знижується до такої міри, що стадо стає комерційно нежиттєздатним. Кури, особливо з батарейних кліткових систем, іноді хворіють або втрачають значну кількість пір'я, а тривалість їхнього життя скорочується з приблизно семи років до менш ніж двох років. У Великій Британії та Європі курей-несучок потім забивають і використовують у перероблених харчових продуктах або продають як «супових курей». У деяких інших країнах стада іноді піддаються примусовому линянню, а не забою, щоб відновити відкладання яєць. Це передбачає повну відмову від корму (і іноді води) на 7–14 днів або на термін, достатній для втрати маси тіла на 25-35 %, або до 28 днів в експериментальних умовах. Це стимулює курку скинути пір'я, а також активізує несучість. Деякі стада можуть піддаватися примусовому линянню кілька разів. У 2003 році в США линьки зазнали понад 75% усіх стад.

### Як домашні тварини
Утримання курей як домашніх улюбленців стало дедалі популярнішим у 2000-х роках серед мешканців міст і передмість. Багато людей заводять курей для виробництва яєць, але часто дають їм імена і поводяться з ними, як з будь-якими іншими домашніми тваринами, такими як коти чи собаки. Кури люблять товариство і мають індивідуальний характер. Хоча багато з них не дуже люблять обійматися, вони їдять з рук, стрибають на коліна, реагують на своїх господарів і слідують за ними, а також виявляють прихильність.  Кури — соціальні, допитливі, розумні птахи, і багато людей вважають їхню поведінку цікавою. Деякі породи, такі як шовковисті та багато різновидів бантамів, загалом слухняні, і їх часто рекомендують як хороших домашніх  улюбленців для дітей з обмеженими можливостями.

### Півнячі бої

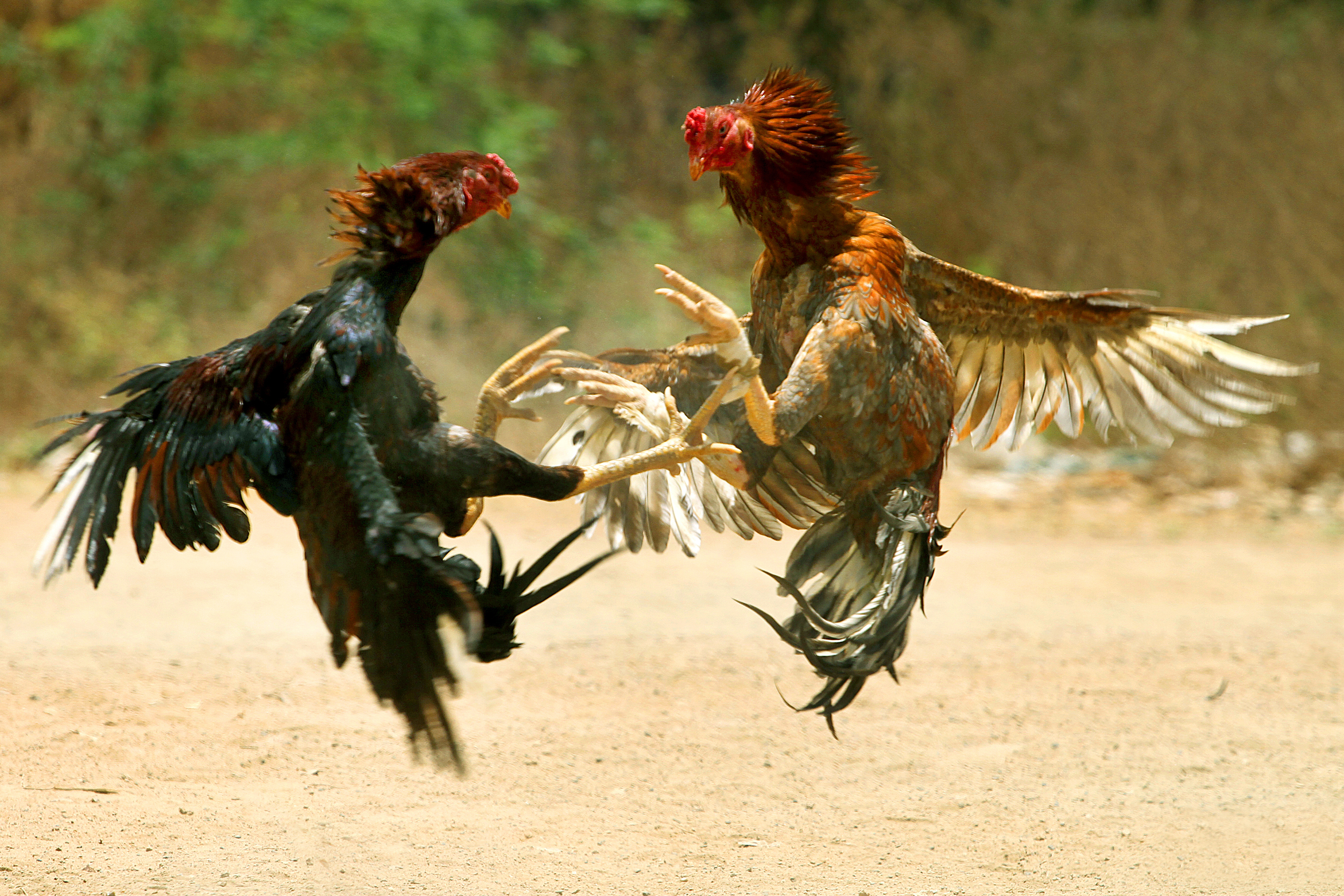
Півнячі бої в Таміл Наду, Індія, 2011 рік

Півнячий бій – це змагання, що проводиться на рингу, званому півнячою кліткою, між двома півнями. Півнячі бої заборонені в багатьох країнах як жорстоке поводження з тваринами. Це заняття, мабуть, практикувалося в цивілізації долини Інду з 2500 по 2100 рік до нашої ери. У процесі одомашнення курей, мабуть, спочатку тримали для півнячих боїв, а вже потім використовували в їжу. 

### У науці
Кури вже давно використовуються як модельні організми для вивчення розвитку ембріонів. Велика кількість ембріонів може бути надана на комерційній основі; запліднені яйця можна легко відкрити та використовувати для спостереження за ембріоном, що розвивається. Не менш важливо, що ембріологи можуть проводити експерименти на таких ембріонах, знову закрити яйцеклітину і вивчати наслідки на більш пізніх стадіях розвитку. Наприклад, багато важливих відкриттів у розвитку кінцівок було зроблено з використанням курячих ембріонів, таких як відкриття апікального ектодермального гребеня і зони поляризаційної активності.
Курка була першим видом птахів, який отримав секвенований геном. Геном курки має розмір 1,21 Гб порівняно з іншими птахами, але менший, ніж майже у всіх ссавців: геном людини становить 3,2 Гб. Остаточний набір генів містить 26 640 генів (включно з некодуючими генами та псевдогени), загалом 19 119 генів, які кодують білки, що аналогічно геному людини. 2006 року вчені, що досліджують походження птахів, включили  рецесивний ген курки, talpid2, і виявили, що в щелепах ембріона почалося формування зубів, подібних до тих, які трапляються в стародавніх пташиних скам'янілостях.

## Кури в культурі
- Курка чи яйце?

Кури широко представлені у фольклорі, релігії, літературі та популярній культурі. Курка є священною твариною в багатьох культурах і глибоко вкорінена в системах вірувань і релігійних практиках. Півнів іноді використовують для ворожіння, це практика, яка називається алектромантикою. Часто жертвоприношення священного півня передбачаєтся під час ритуального півнячого бою, що використовується як форма спілкування з богами.
Півень — національний птах Франції та Кенії (неофіційно). У США курка породи червоний род-айланд обрана офіційним пташиним символом штату Род-Айленд, а півень блакитної породи (Delaware Blue Hen) — штату Делавер. Кури або півні визнані символами багатьох міст (наприклад, Кадзуно в Японії) та інших поселень і розміщені на їхніх гербах.
У романі Габріеля Гарсіа Маркеса «Сто років самотності», який отримав Нобелівську премію 1967 року, півнячі бої оголошуються поза законом у містечку Макондо після того, як патріарх сім'ї Буендіа вбиває свого суперника по півнячих боях, і його переслідує привид цієї людини.

Кури з'являються в мистецтві в сценах на фермерських подвір'ях, таких як «Індики та кури» Адріана ван Утрехта 1646 року та «Годування курей» Волтера Осборна 1885 року. 

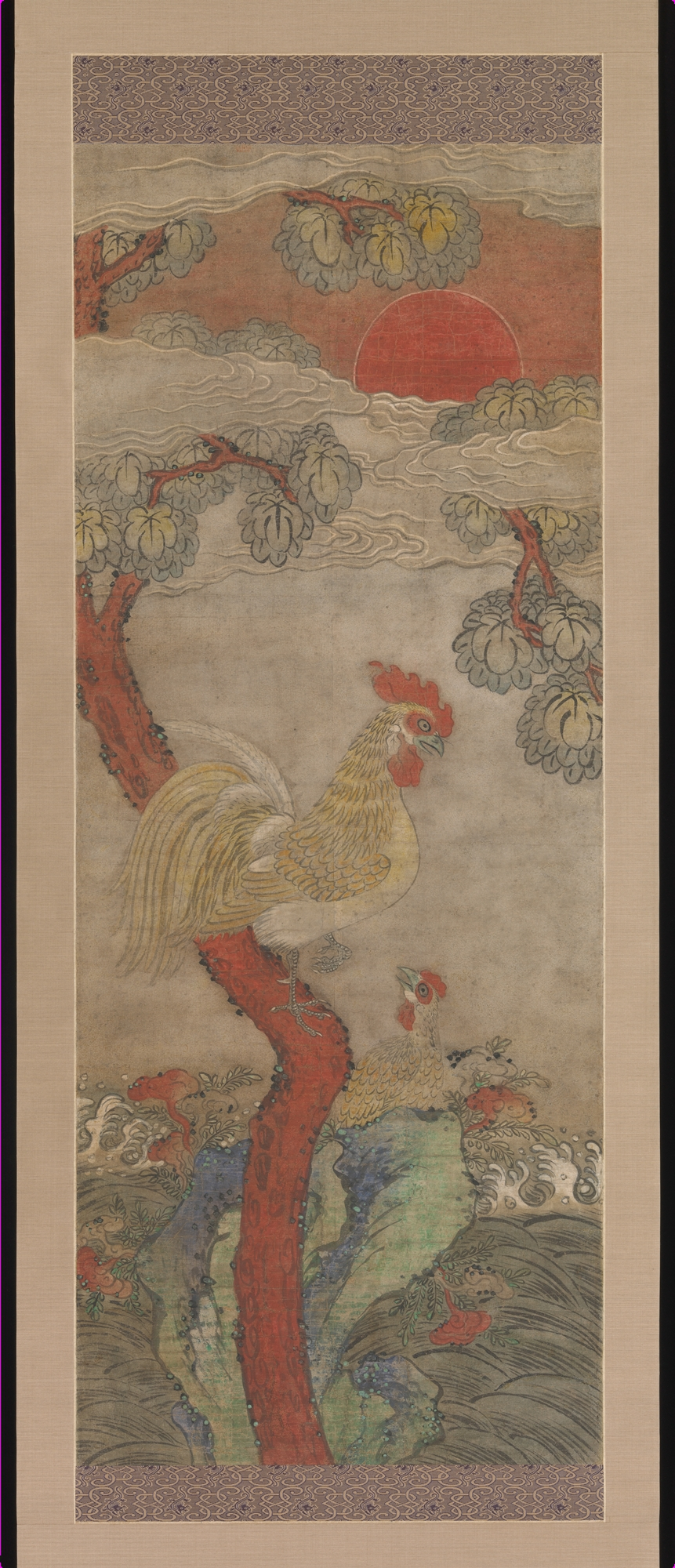
«Золотий півень та курка» — розпис на вертикальному сувої авторства невідомого корейського художника.
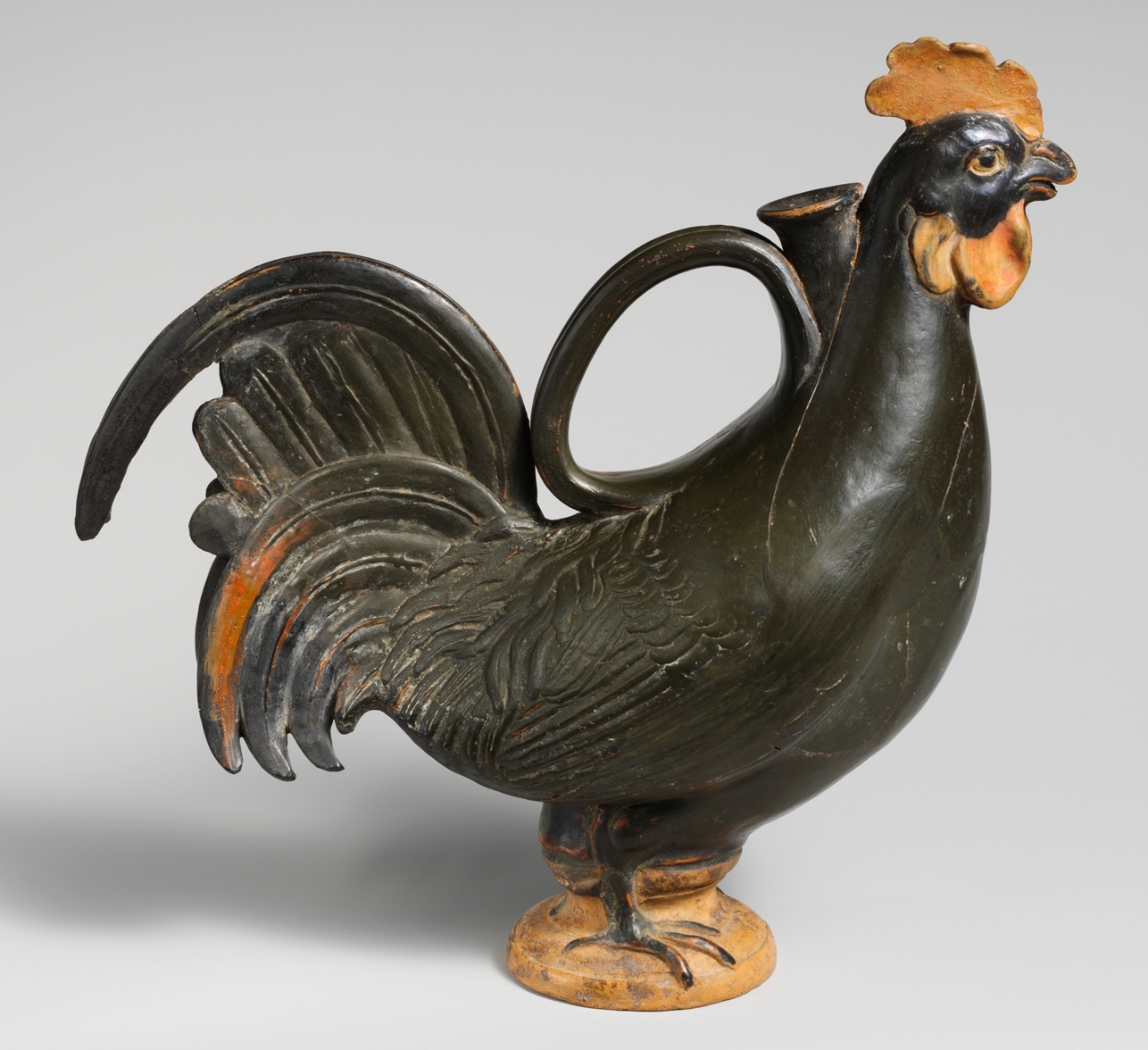
Аскос етрусків у вигляді півня, 4 століття до н.е.
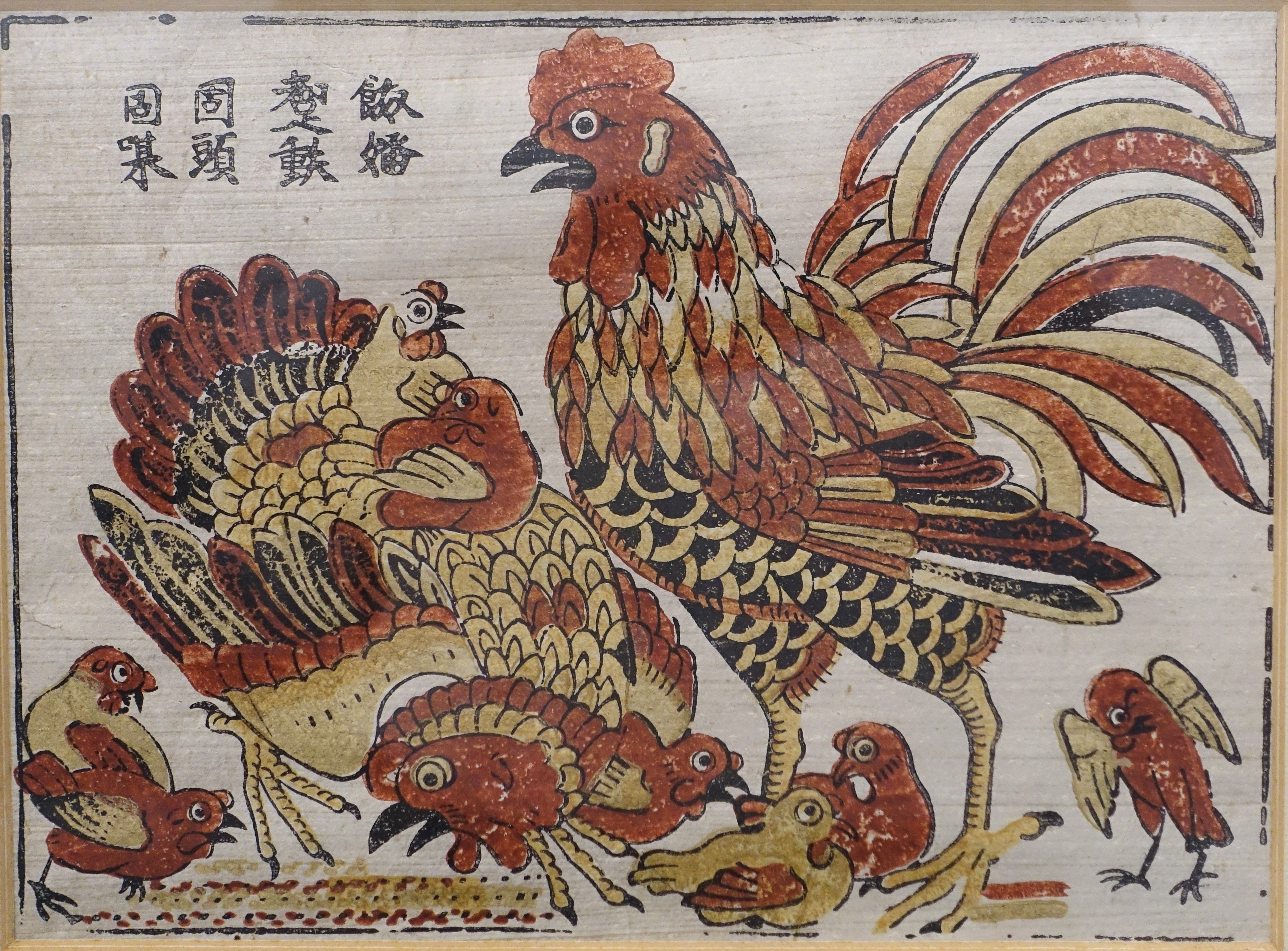
Півень і курка, народна гравюра на дереві, В'єтнам
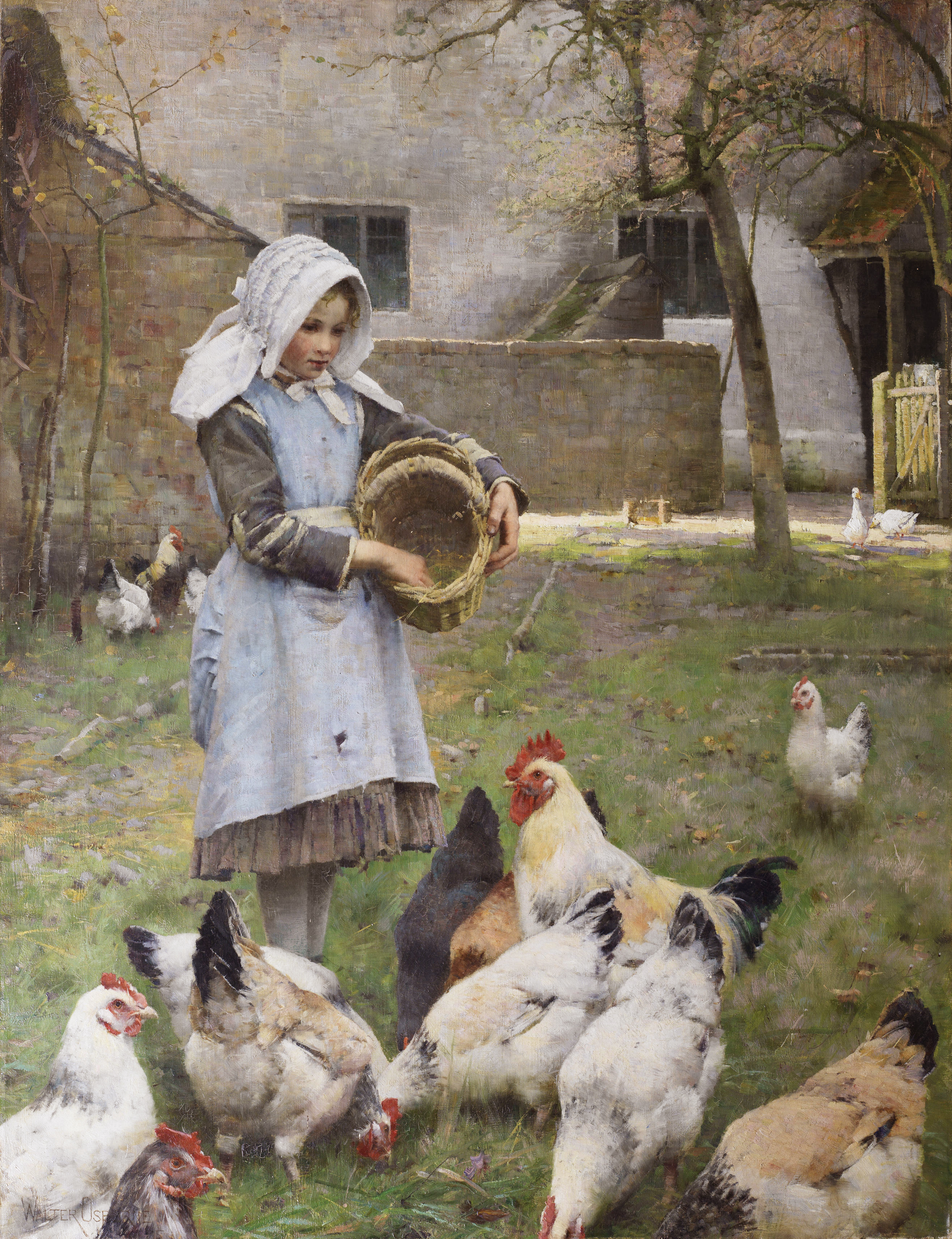
«Годування курей», Волтер Осборн, 1885 рік
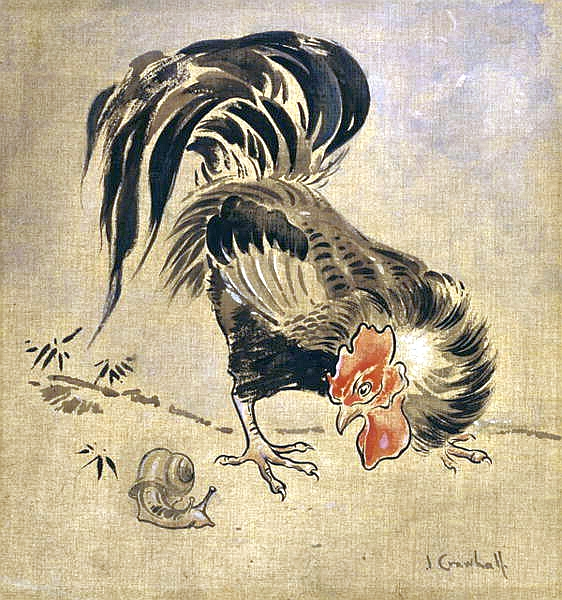
Джозеф Кройголл, «Іспанський півень і равлик», приблизно 1900 р.
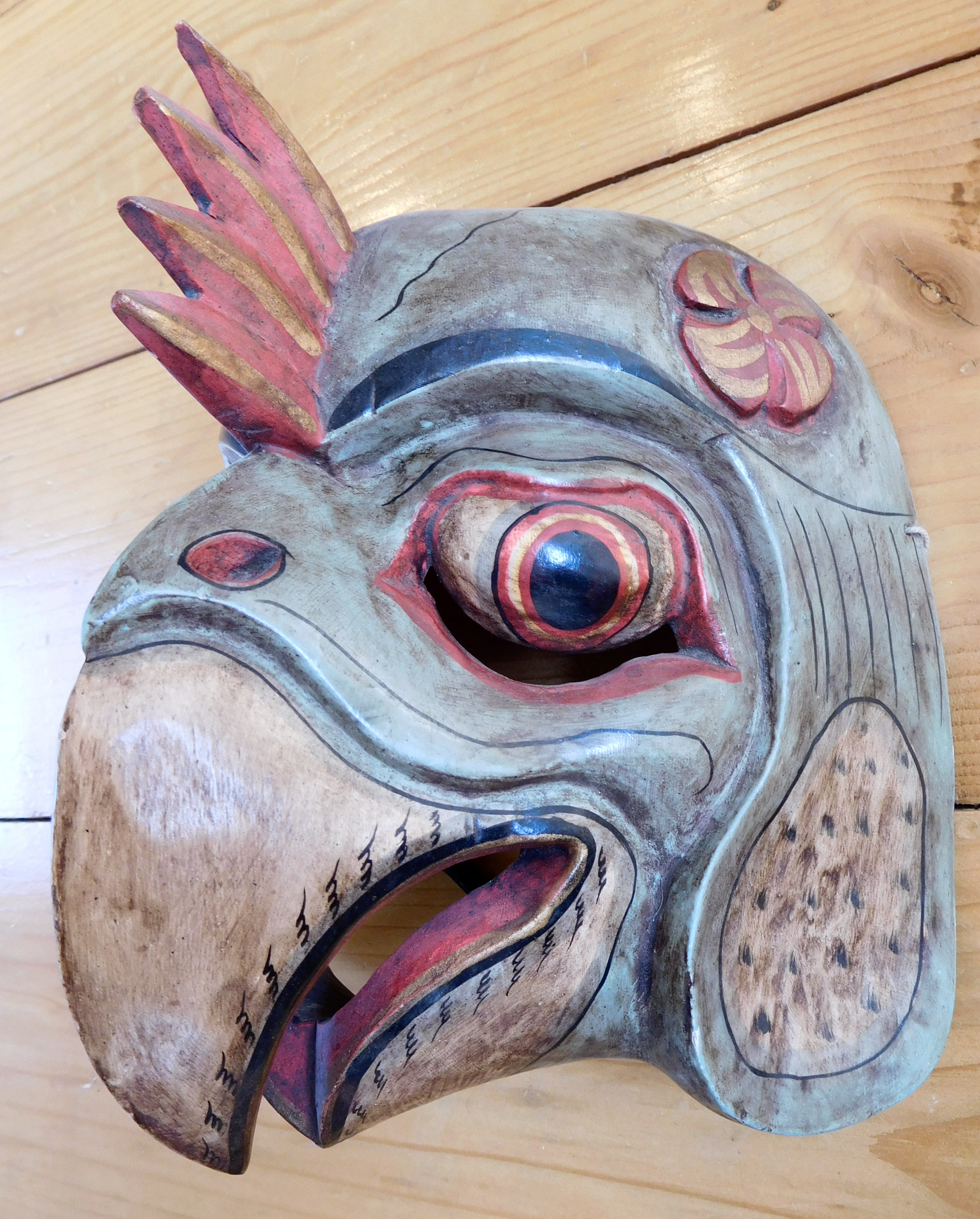
Дерев'яна куряча маска, Балі, кінець 20 століття
Герб села Вогюе (Ардеш, Франція)